# کالوادوس

کالوادوس (به فرانسوی: Calvados) چهاردهمین شهرستان فرانسه است . شهرستان کالوادوس در شمال غرب این کشور قرار دارد. این شهرستان زیرمجموعه ناحیه نورماندی سفلی می‌باشد . مساحت این شهرستان  ۵٬۵۴۸ کیلومتر مربع و جمعیت آن ۶۷۳٬۶۶۷ نفر است. این شهرستان در خلال انقلاب فرانسه بر پا گردید. کالوادوس از سمت شمال به کانال مانش راه دارد.